# Ahmad Alaadeen

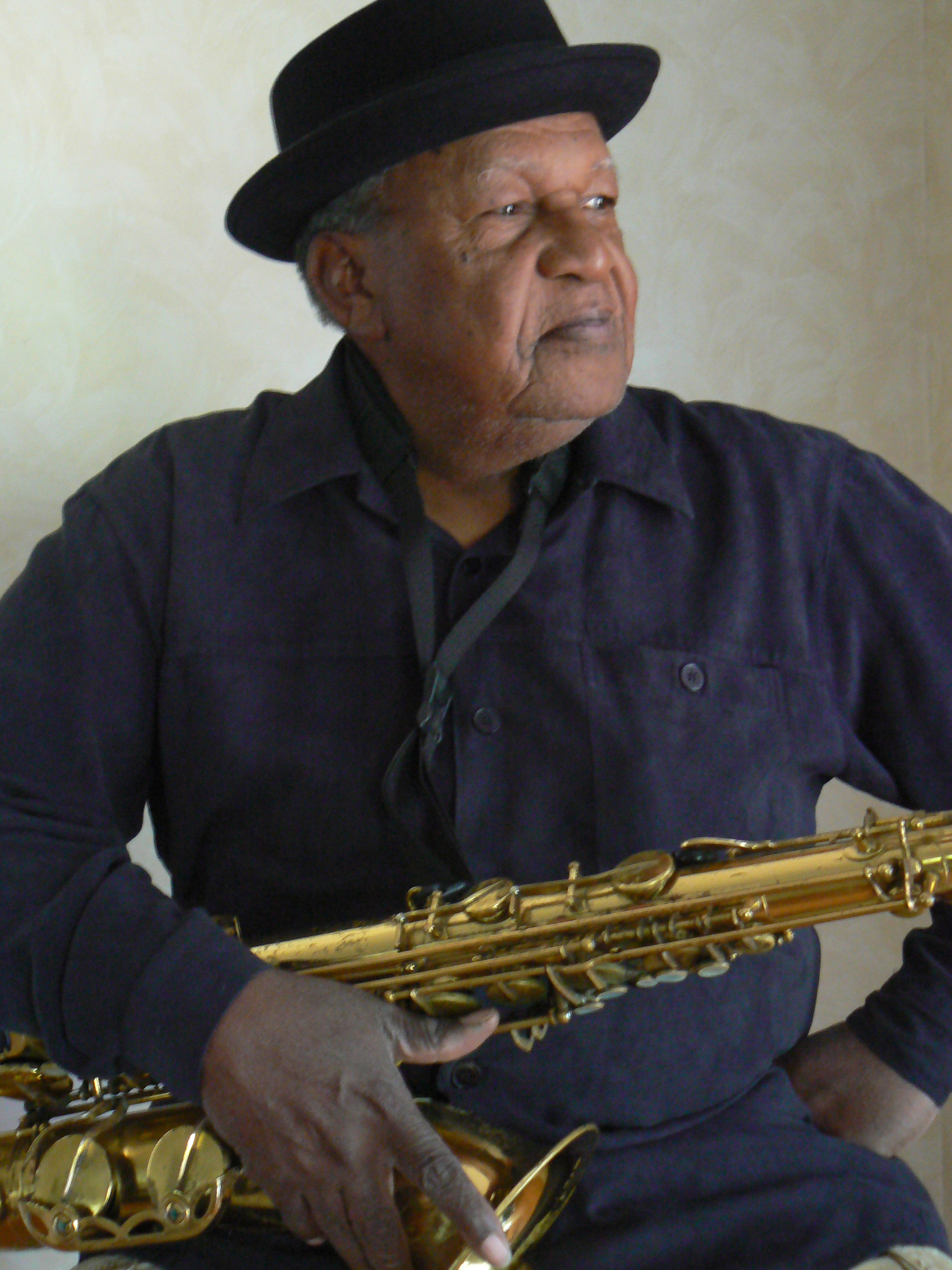
Ahmad Alaadeen (2007)

Ahmad Alaadeen (* 24. Juli 1934; † 15. August 2010 in Kansas City) war ein US-amerikanischer Jazz-Saxophonist und Musikpädagoge.

## Leben
Alaadeen hatte bei Leo H. Davis Unterricht in Kansas City und bereits mit vierzehn Jahren erste Auftritte in seiner Heimatstadt. Er studierte dann am Kansas City Conservatory of Music, dem Saint Mary’s College of California, an Chicagos DePaul University und an der Juilliard School of Music. Eine Zeitlang lebte er in New York City, Chicago, Denver, St. Louis und San Antonio. Während seines Militärdienstes spielte er in der 4th US Army Band als Jazz-Saxophonist sowie als Oboist im Bläserensemble der Band. Seine Musikerkarriere begann er 1949; seitdem spielte er mit Künstlern aus dem Jazz und Blues, wie mit Billie Holiday, Miles Davis, Jay McShann, Ella Fitzgerald, dem Count Basie Orchestra und dem Duke Ellington Orchestra, Eddie „Cleanhead“ Vinson sowie mit Soul-Künstlern wie Gladys Knight, Smokey Robinson, The Temptations oder Sam Cooke. Neben seiner Musikertätigkeit war er langjährig in der Ausbildung von Musikern in seiner Heimatstadt aktiv.
In den letzten Jahren vor seinem Tod arbeitete Alaadeen in verschiedenen Bereichen als Musiker, Komponist und Musikverleger. Daneben leitete er seit 1995 sein eigenes Label ASR Records, bei dem auch seine eigenen Aufnahmen erschienen sind.

## Auszeichnungen
Der Musiker wurde mit vielen Ehrungen ausgezeichnet, so in Kansas City mit dem Jazz Heritage Award, dem Missouri Humanities Council's, dem Community Heritage Award  und dem Missouri Arts Award. Außerdem ehrten ihn das  Missouri Arts Council und die Mid-America Arts Alliance mit mehreren Preisen für sein Unternehmen Alaadeen Enterprises, Inc. Daneben wurde er für seine Kompositionen mit dem Billboard Songwriting Competitions ausgezeichnet. 2000 wurde er im US-Repräsentantenhaus für seine Verdienste um die Musikerziehung in seiner Heimatstadt geehrt.

## Diskographische Hinweise
- And the Beauty of It All (ASR Records, 2007)
- New Africa Suite (ASR, 2005)
- Time Through the Ages (ASR, 1997), u. a. mit Montez Coleman
- Alaadeen and the Deans of Swing: Plays Blues For RC and Josephine, Too (ASR, 1995)
- Alaadeen and the Deans of Swing: Live Jazz on the Pza (ASR, 1991)